# Kasey Keller
Kasey C Keller (Lacey, 1969. november 29. –)  amerikai válogatott labdarúgókapus.

## Pályafutása

### Klubcsapatban
Laceyben született Washingtonbanben. A North Thurston High School-ba járt és a Portlandi Egyetemen kezdte a labdarúgást, ahol Clive Charles volt az edzője. 1988-ban segített bejuttatni a csapatát az NCAA négyes döntőjébe. 1989-ben a Portland Timbers kapuját védte. Az 1989-es ifjúsági világbajnokságot a negyedik helyen zárta az amerikai U20-as válogatott tagjaként. 1991-ben az megválasztották az év kapusának az adidasnál. 1992-ben Angliába szerződött a Millwall csapatához. 1992. május 2-án mutatkozott be új klubjában és 1996. május 5-én játszotta az utolsó mérkőzését. Miközben a Millwall játékosa volt, Keller levelezőn tanult szociológia szakon és dolgozatot írt a klub huligánjairól. 1996-ban a Leicester City igazolta le. Első idényében meghatározó tagja volt a csapatnak és 1997-ben ligakupát nyert. Két évvel később ismét bejutottak a döntőbe, de azt elveszítették a Tottenhammel szemben. 1999 és 2001 között a Rayo Vallecano játékosa volt Spanyolországban. 2001-ben visszatért Angliába és a Tottenham kapusa lett. A 2002–03-as és a 2003–04-es szezonban az első számú kapusa volt Neil Sullivan előtt. A 2004–05-ös idényben Paul Robinsonnak szavaztak bizalmat és Kellert 2004 őszén kölcsönadták a Southampton csapatának.
2005. január 10-én Németországba szerződött a Borussia Mönchengladbach együtteséhez. Jól sikerült a bemutatkozása, mert megóvta csapata kapuját és a szezon utolsó mérkőzéseit végigjátszotta és kivette a részét a bentmaradásért folytatott küzdelemből, mi végül összejött a Gladbachnak. A 2006–07-es szezonban a csapatkapitánynak választották a csapattársai. Ezzel Keller lett a második amerikai labdarúgó (Claudio Reyna után), aki megkapta egy német klub csapatkapitányi karszalagját.
2007 augusztusában visszatért Angliába és a Fulhamhez szerződött. Antti Niemi tartalékának vásárolták meg, de Niemi sérülései miatt ő lett a Fulham első számú kapusa. Az októberi, Derby County elleni Premier League mérkőzés előtti napon Keller azonban megsérült az edzésen, és január végéig lábadozott. Február 3-án csereként tért vissza az Aston Villa elleni 2–1-re megnyert mérkőzésen.
2008. augusztus 14-én hazatért az Egyesült Államokba, hogy aláírjon az MSL-hez 2009-től csatlakozó Seattle Sounders-hez. Keller volt a kezdőkapus a Sounders első mérkőzésén, 2009. március 19-én, amelyet 3–0-ra megnyertek. A következő három találkozó során egyaránt 2–0 arányban győzedelmeskedtek. Az MLS történetében a leghosszabb ideig tartó gólmentes rekordját is beállította. A gólmentes időszak 2009. május 2-án, a Chicago Fire FC elleni meccs második félidejében, 457 percnél véget ért. A 2010-es szezonban, 40 évesen Keller volt az egyetlen Sounders játékosa, aki az összes bajnokin kezdőként lépett pályára. 2009-ben, 2010-ben és 2011-ben is hozzásegítette csapatát a Lamar Hunt U.S. Open Kupa megnyeréséhez. 2011. október 22-én a Chivas USA ellen 3–1-re megnyert bajnoki találkozó alkalmával játszotta az utolsó hivatalos mérkőzését. 41 évesen és 324 naposan az MLS történetének harmadik legidősebb játékosa lett, Preki (42) és Pat Onstad (43) mögött.

### A válogatottban
1990 és 2007 között 102 mérkőzésen szerepelt az amerikai válogatottban. 1990. február 4-én egy Kolumbia elleni barátságos mérkőzésen mutatkozott be a válogatottban. Összesen négy világbajnokságon vett részt: 1990, 1998, 2002, 2006. Az 1994-es világbajnoki keretbe nem nevezte Bora Milutinović szövetségi kapitány, majd azt követően részt vett az 1995-ös Copa Américán és három mérkőzésen védett az 1996. évi nyári olimpiai játékokon. Bekerült a keretbe az 1998-as CONCACAF-aranykupán, ahol ezüstérmet szereztek és meghívót kapott az 1999-es konföderációs kupára is.
Tagja volt az 1991-es, a 2002-es, a 2005-ös és a 2007-es CONCACAF-aranykupán győztes válogatott keretének is. Utolsó nemzetközi tornája a 2007-es Copa América volt.

## Sikerei, díjai
Leicester City
- Angol ligakupa győztes (1): 1996–97,[13] döntős: 1998–99[14]

Tottenham Hotspur
- Angol ligakupa döntős (1): 2001–02[15]

Seattle Sounders
- Lamar Hunt U.S. Open Kupa győztes (3): 2009, 2010, 2011

Egyesült Államok
- CONCACAF-aranykupa győztes (4): 1991, 2002, 2005, 2007
- Konföderációs kupa bronzérmes (1): 1999

Egyéni
- A Nyugati Labdarúgó-szövetség (Western Soccer League) legértékesebb játékosa (1): 1989
- A Nyugati Labdarúgó-szövetség (Western Soccer League) legjobb kapusa (1): 1989
- Az év Millwall játékosa (1): 1992–93
- U20-as labdarúgó-világbajnokság ezüstlabda (1): 1989
- Az év amerikai labdarúgója (3): 1997, 1999, 2005
- CONCACAF-aranykupa legjobb XI (1): 2005
- MLS Legjobb XI: 2011
- Az év kapusa az MLS-ben: 2011
- Az év mentése az MLS-ben: 2011
- Nemzeti Labdarúgó Hírességek Csarnoka 2015[16]
- Washington Állam Labdarúgó Hírességek Csarnoka 2017